# 317
El 317 (CCCXVII) fou un any comú començat en dimarts del calendari julià.

## Esdeveniments
- 1 de març: Flavi Juli Crisp i Flavi Claudi Constantí, fills de l'emperador romà Constantí I el Gran i Licini Júnior, fill de Licini I, són nomenats cèsars. Després d'aquest acord, Constantí governa les diòcesis Pannònia i Macedònia, i estableix la seva residència a Sírmium, des d'on prepara una campanya contra els gots i els sàrmates.[1]
- Primer registre històric documentat més antic sobre el te i les seves propietats medicinals.[2]